# Лудевиг III фон Ербах-Шьонберг
Лудевиг III (Лудвиг III) фон Ербах-Шьонберг (на немски: Ludewig III (Ludwig III) Graf zu Erbach-Schönberg; * 1 юли 1792, Цвингенберг, Южен Хесен; † 18 август 1863, Айроло, Швейцария) е от 1828 г. граф на Ербах-Шьонберг (Оденвалд) и господар на Броуберг. Той е немски генерал-лейтенант на Великото херцогство Хесен и народен представител.

## Биография
Той е шестият син, седмото дете, на граф Густав Ернст фон Ербах-Шьонберг (1739 – 1812) и съпругата му графиня Хенриета Кристиана фон Щолберг-Щолберг (* 3 август 1753, Щолберг; † 21 януари 1816, Бюдинген), дъщеря на граф Кристоф Лудвиг II фон Щолберг-Щолберг (1703 – 1761) и графиня Луиза Шарлота фон Щолберг-Росла (1716 – 1796).
От 1807 до 1809 г. Лудевиг посещава военния институт Майор Лароше в Дармщат. Като младши лейтенант той влиза в армията на Хесен. В битката при Ваграм при Виена (1809) той е пленен. Той се бие във войната против Русия и се връща обратно през януари/февруари 1813 г. с големи замръзвания. В Дармщат му ампотират дясната ръка. През октомври 1813 г. участва в битката на народите при Лайпциг. В тази битка до него е убит брат му Густав (1791 – 18 октомври 1813), а брат му Емил е ранен.
След смъртта на брат му Емил (1789 – 1829) Лудевиг наследява през 1829 г. племенното господство и напуска войската на Великото херцогство Хесен като полковник à la suite. Така той влиза в „Първата камера на племената“ на Великото херцогство Хесен.
През 1844 г. той става генерал-лейтенант на Великото херцогство Хесен и на 17 февруари 1862 г. 2. собственик на „1. хесенски великохерцогски инфантерия-регимент“. По-късно е сеньор на цялата графска фамилия Ербах. От 1829 – 1849 и 1856 г. до смъртта си той е наследствен член на Първата камера Великото херцогство Хесен.
Лудевиг (Лудвиг) III фон Ербах-Шьонберг умира на 18 август 1863 г. на 71 години в Айроло, Швейцария, по време на пътуване до Италия. Погребан е в Шьонберг при Бенсхайм. Синът му Густав Ернст (1840 – 1908) става през 1903 г. първият граф и княз на Ербах-Шьонберг.

## Фамилия
Първи брак: на 28 февруари 1837 г. в Меерхолц с графиня Каролина Александрина Фридерика фон Гронсфелд-Дипенброк-Лимпург-Зонтхайм (* 9 ноември 1802; † 29 октомври 1852, Шьонберг), дъщеря на граф Йохан Бертрам Арнолд Софус фон Гронсфелд-Дипенбройк-Лимпург-Зонтхайм (1756 – 1805) и принцеса Фридерика фон Льовенщайн-Вертхайм-Фройденберг (1766 – 1830). Те имат две деца:
- Фердинанда Амалия Вилхелмина Ернестина Каролина Йохана Шарлота Доротея София Емилия Еберхардина Мария фон Ербах-Шьонберг (* 25 януари 1839, Шьонберг; † 21 февруари 1894), омъжена на 8 август 1867 г. в Шьонберг за граф Хуго фон Ербах-Фюрстенау (* 15 септември 1832, Фюрстенау; † 21 февруари 1894, Фюрстенау)
- Густав Ернст фон Ербах-Шьонберг (* 17 август 1840, Шьонберг; † 29 януари 1908, Дармщат), на 18 август 1903 г. първият граф и княз на Ербах-Шьонберг, женен на 29 април 1871 г. в Дармщат за принцеса Мария Каролина фон Батенберг (* 15 февруари 1852, Страсбург; † 20 юни 1923, Шьонберг)

Втори брак: на 26 ноември 1854 г. в Асумщат със сестрата на първата му съпруга графиня Каролина Вилхелмина фон Гронсфелд-Дипенброк-Лимпург-Зонтхайм (* 10 юни 1799; † 3 януари 1858, Шьонберг), вдовица на фрайхер Лудвиг фон Елрихсхаузен († 1832). Те нямат деца.